# Цуйтатэ сёги
Цуйтатэ сёги (яп. ついたて将棋, «сёги с экраном») — вариант японских шахмат сёги с туманом войны, в которых игрок видит лишь свои фигуры, но не видит фигур противника. Все фигуры в ней ходят по правилам сёги. Победа возможна как в результате мата королю противника, так и в результате того, что противник совершит 9 кинтэ.
До XXI века для партии в цуйтатэ-сёги требовались три доски и три человека: два игрока, каждый с доской лишь с его фигурами, недоступной взору противника, и связующий игру судья с доской, отражающей игровую обстановку полностью и сообщающий игрокам о результатах их ходов. Возможна такая игра и с двумя досками — у игроков, и одним набором фигур, которые при съедении передаются через судью. В XXI веке, с реализацией игры на онлайн-платформах, появилась возможность играть напрямую (роль судьи стал играть игровой сервер).
Как и в цумэ-сёги, как ни странно, существуют задачи на форсированный мат и в цуйтатэ сёги.

## Правила

Начальная расстановка цуйтатэ сёги. На зелёных полях размещены невидимые игроку фигуры противника.

В цуйтатэ сёги играют двое, каждый из которых имеет свою доску, недоступную взору противника. Начальная расстановка фигур (на илл.) и правила их ходов идентичны сёги, однако на доске каждый игрок видит лишь свои фигуры (и свои фигуры в руке).
Делать можно любой ход по правилам, как если бы фигур противника и не существовало, однако если в силу наличия в полной позиции фигур противника делаемый ход всё же оказывается кинтэ (например, попытка перепрыгнуть дальнобойной фигурой через фигуру противника, или поставить своего короля под бой), игрок об этом оповещается (без указания типа кинтэ) и должен переходить, а его счётчик попыток уменьшается на единицу. Тот, кто сделает 9 кинтэ, проигрывает.
Если ход игрока оказался шахом, оба игрока об этом оповещаются, однако не говорится ни какая фигура давала шах (шахуемому), ни где находится получивший шах король (шахующему). Если попытка уйти из-под шаха от него не спасает, то она, как разновидность кинтэ, тоже уменьшает счётчик попыток игрока на единицу.
Если игрок съедает фигуру, эта фигура «возникает» у него в руке, а у противника — «исчезает» с доски. Таким образом, не зная ходов противника, можно всё же получать частичную информацию о положении его фигур

## Варианты
Существует, также, вариант, в котором всегда известно положение лишь короля противника.